# Tuwai
Tuwai o Tu gwai es un corregimiento del distrito de Jirondai en la comarca Ngäbe-Buglé, República de Panamá. La localidad tiene 3.015 habitantes (2010).
Hasta 2012 pertenecía al distrito de Kankintú. Su nombre viene del idioma ngäbe y significa «róbalo».